# Tsootsha
Tsootsha est une ville du Botswana.

## Personnalités notables
- Cg'ose Ntcox'o, peintre et lithographe (vers 1950 - 2013).